# Control System
Control System - Drugi album studyjny amerykańskiego rapera Ab-Soul'a. Został wydany 11 maja 2012 roku przez wytwórnie muzyczną Top Dawg Entertainment. Zawiera 17 utworów, na płycie możemy usłyszeć takie gwiazdy jak: Kendrick Lamar w utworze IIIuminate, Jay Rock oraz BJ The Chicago Kid w utworze Lust Demons, Schoolboy Q w utworze Sopa, czy Danny Brown i Jhené Aiko w utworze Terrorist Threats.